# Селище (Слуцкий район)
Селище (бел. Се́лішча) — деревня в Слуцком районе Минской области Беларуси. В составе Знаменского сельсовета.

## География
Расположена на пересечении автомобильных дорог Слуцк — Ивацевичи и Слуцк — Копыль, в 9 км на запад от города и железнодорожной станции Слуцк, 114 км от Минска.
Пролегает дорога Р-43, Н-8542.
Ближайшие населённые пункты Ивань, Мащицы, Михайловка и др.

## История
С 1885 года Селище, деревня бывшая владельческая, в Романовской волости Слуцкого уезда Минской губернии Российской империи, дворов 56, жителей 586, часовня.
До 2013 года деревня входила в состав Октябрьского сельсовета, в 1954—2013 годах его центр.

## Население

### Численность
- 2009 год — 597 жителей

### Динамика
- 1885 год — 586 жителей, 56 дворов[2]
- 1908 год — 1 043 жителей[2]
- 1999 год — 684 жителей (перепись населения)
- 2001 год — 699 жителей, 289 дворов
- 2009 год — 597 жителей (перепись населения)[2]

## Инфраструктура
- Средняя школа
- Музыкальная школа
- Дом культуры
- Библиотека
- Отделение связи

## Достопримечательность
- Могила жертв фашизма.
- Братская могила —  Историко-культурная ценность Республики Беларусь, шифр 613Д000567.
- Водонапорная башня.

## Известные лица
- Новик, Артём Иванович (1897—1984) — учёный, доктор наук, профессор. Заслуженный деятель науки БССР.[4]